# Преображеновка (Харьковская область)
Преображеновка (укр. Преображенівка), село, 
Берестовский сельский совет,
Близнюковский район,
Харьковская область.
Код КОАТУУ — 6320681004. Население по переписи 2001 г. составляет 97 (46/51 м/ж) человек.

## Географическое положение
Село Преображеновка находится на левом берегу пересыхающей реки Водяной
между балками Соломкина и Вишневая.
На территории села есть запруда.
В 6-и км расположено село Берестовое.

## История
- 1898 - дата основания.

## Экономика
- В селе есть молочно-товарная ферма.

## Культура
- Клуб

## Достопримечательности
- Братская могила советских воинов. Похоронено 78 воинов.